# Akronia frontosa
Akronia frontosa is een vliegensoort uit de familie van de Stratiomyidae. De wetenschappelijke naam van de soort is voor het eerst geldig gepubliceerd in 1901 door Hine.